# Радіо 101.2
Радіо 101.2 — колишня радіостанція в Білорусі, що працювала з Мінську. У 1995 та 1996 роках радіостанція використовувала частоту 101,2 FM, транслювала новини, які були не афілійовані з порядком денним Ради міністрів Республіки Білорусь. Редакція була сформована в своїй більшості з числа співробітників закритої владою в 1994 році радіостанції «Беларуская маладзёжная» (Лявон Вольський, Дмитро Подберезький, Кася Камоцька, Олександр Помідоров, Ольга Короткевич та інші).
Фонди «Відкрите суспільство» допомогли з придбанням обладнання на етапі становлення ЗМІ. Станцію закрили з офіційно технічних причин. Її частота була передана Білоруському республіканському союзу молоді, який використовує її і сьогодні для «Пілот ФМ». Уряд Білорусі заявив, що радіостанція та її частота заважають радіозв'язку міліції Мінська. Незалежні групи заявили, що це є ще одна форма, щоб зупини свободу преси в Білорусі режимом Лукашенка.

## Оцінки
Музичний критик Дмитро Подберезький 2000 року свідчив, що приклад Радіо 101.2 показав громадськості, що білоруське може бути прибутковим, так як «справа в якості музиці та професіоналізмі ді-джеїв».